# العلاقات الأنغولية الموريتانية
العلاقات الأنغولية الموريتانية هي العلاقات الثنائية التي تجمع بين أنغولا وموريتانيا.

## مقارنة بين البلدين
هذه مقارنة عامة ومرجعية للدولتين:
| وجه المقارنة                                              | أنغولا           | موريتانيا                 |
| --------------------------------------------------------- | ---------------- | ------------------------- |
| المساحة (كم2)                                             | 1.25 مليون       | 1.03 مليون                |
| عدد السكان (نسمة)                                         | 29.78 مليون      | 4.42 مليون                |
| الكثافة السكانية (ن./كم²)                                 | 23.82            | 4.29                      |
| العاصمة                                                   | لواندا           | نواكشوط                   |
| اللغة الرسمية                                             | اللغة البرتغالية | اللغة العربية، لغة فرنسية |
| العملة                                                    | كوانزا أنغولي    | أوقية موريتانية، أوقية ‏   |
| الناتج المحلي الإجمالي (بليون دولار)                      | 124.21 مليار     | 5.02 مليار                |
| الناتج المحلي الإجمالي (تعادل القوة الشرائية) بليون دولار | 184.83 مليار     |                           |
| الناتج المحلي الإجمالي الاسمي للفرد دولار أمريكي          | 4.10 ألف         |                           |
| الناتج المحلي الإجمالي للفرد دولار أمريكي                 |                  | 3.91 ألف                  |
| مؤشر التنمية البشرية                                      | 0.533            | 0.506                     |
| رمز المكالمات الدولي                                      | +244             | +222                      |
| رمز الإنترنت                                              | .ao              | .mr                       |
| المنطقة الزمنية                                           | ت ع م+01:00      | 00                        |

## منظمات دولية مشتركة
يشترك البلدان في عضوية مجموعة من المنظمات الدولية، منها:
| علم المنظمة | اسم المنظمة                                 | تاريخ انضمام أنغولا | تاريخ انضمام موريتانيا |
| ----------- | ------------------------------------------- | ------------------- | ---------------------- |
|             | الاتحاد الدولي للاتصالات                    | 13 أكتوبر 1976      | 18 أبريل 1962          |
|             | الاتحاد الأفريقي                            | 11 فبراير 1979      | 25 مايو 1963           |
|             | منظمة حظر الأسلحة الكيميائية                | ?                   | ?                      |
|             | البنك الإفريقي للتنمية                      | ?                   | ?                      |
|             | منظمة التجارة العالمية                      | ?                   | 31 مايو 1995           |
|             | منظمة الشرطة الجنائية الدولية               | ?                   | ?                      |
|             | الأمم المتحدة                               | 1 ديسمبر 1976       | 27 أكتوبر 1961         |
|             | يونسكو                                      | 11 مارس 1977        | 10 يناير 1962          |
|             | البنك الدولي للإنشاء والتعمير               | 19 سبتمبر 1989      | 10 سبتمبر 1963         |
|             | وكالة ضمان الاستثمار متعدد الأطراف          | 19 سبتمبر 1989      | 8 سبتمبر 1992          |
|             | مؤسسة التنمية الدولية                       | 19 سبتمبر 1989      | 10 سبتمبر 1963         |
|             | مؤسسة التمويل الدولية                       | 19 سبتمبر 1989      | 29 ديسمبر 1967         |
|             | الاتحاد البريدي العالمي                     | ?                   | ?                      |
|             | مجموعة دول أفريقيا والكاريبي والمحيط الهادئ | ?                   | ?                      |

## وصلات خارجية
- موقع وزارة الخارجية الأنغولية